# Daniel Boulanger
Daniel Boulanger  (Compiègne, 24 januari 1922 – Senlis, 27 oktober 2014) was een Franse schrijver, scenarioschrijver, dichter en acteur.

## Filmografie als scenarioschrijver (ruime selectie)
- 1960 - Les Jeux de l'amour (Philippe de Broca)
- 1961 - L'Amant de cinq jours (Philippe de Broca)
- 1961 - Le Farceur (Philippe de Broca)
- 1962 - Les Sept Péchés capitaux (anthologiefilm van o.a. Claude Chabrol, Philippe de Broca en Jacques Demy)
- 1962 - Cartouche (Philippe de Broca)
- 1963 - Peau de banane (Marcel Ophuls)
- 1964 - Échappement libre (Jean Becker)
- 1964 - L'Homme de Rio Philippe de Broca)
- 1964 - Angélique marquise des anges (Bernard Borderie)
- 1965 - Marie-Chantal contre le docteur Kha (Claude Chabrol)
- 1965 - Les Tribulations d'un Chinois en Chine (Philippe de Broca)
- 1965 - Merveilleuse Angélique (Bernard Borderie)
- 1966 - Le Roi de cœur (Philippe de Broca)
- 1966 - La Vie de château (Jean-Paul Rappeneau)
- 1966 - Monnaie de singe (Yves Robert)
- 1967 - La Route de Corinthe (Claude Chabrol)
- 1967 - Le Plus vieux métier du monde (Claude Autant-Lara)
- 1967 - Un homme de trop (Costa-Gavras)
- 1967 - Le Voleur (Louis Malle)
- 1968 - Histoires extraordinaires (anthologiefilm van Louis Malle, Federico Fellini en Roger Vadim) (episode William Wilson van Louis Malle)
- 1968 - Le Diable par la queue (Philippe de Broca)
- 1969 - Les Caprices de Marie (Philippe de Broca)
- 1971 - Les Pétroleuses (Christian-Jaque)
- 1971 - Les Mariés de l'an II (Jean-Paul Rappeneau)
- 1972 - Pas folle la guêpe (Jean Delannoy)
- 1973 - L'Affaire Dominici (Claude Bernard-Aubert)
- 1973 - Deux hommes dans la ville (José Giovanni)
- 1976 - Une femme fidèle (Roger Vadim)
- 1976 - Police Python 357 (Alain Corneau)
- 1977 - La Menace (Alain Corneau)
- 1980 - Le Cheval d'orgueil (Claude Chabrol)
- 1988 - Chouans! (Philippe de Broca)

- Biblioteca Nacional de España: XX869409
- Bibliothèque nationale de France: cb11893281n (data)
- Digitale Bibliotheek voor de Nederlandse Letteren: boul011
- Gemeinsame Normdatei: 116297522
- International Standard Name Identifier: 0000 0000 8174 5207
- Library of Congress Control Number: n50042117
- Nationale Bibliotheek van Tsjechië: xx0000840
- Nationale bibliotheek van Australië: 35020660
- Nationale Bibliotheek van Israël: 987007422607205171
- Nederlandse Thesaurus van Auteursnamen: 068369115
- SNAC: w6237434
- Système universitaire de documentation: 026743604
- Trove: 794890
- Virtual International Authority File: 109317105
- WorldCat: E39PBJgCJ98T7QpWvGGCmDckjC

1. ↑  Gemeinsame Normdatei; geraadpleegd op: 15 december 2014.
2. 1 2  matchID; geraadpleegd op: 17 september 2023; Fichier des personnes décédées-identificatiecode: 7zqE4DUV3EUI.
3. ↑  BnF-normbestand; BnF-identificatiecode: 11893281n.